# Église de la Sainte-Transfiguration de Herebel
L'église de la Sainte-Transfiguration de Herebel (albanais : Kisha e Shpërfytyrimit ; macédonien : Црква „Свети Преображение“) est une église orthodoxe située dans le village de Herebel et la commune de Dibër, en Albanie. Bien qu'elle ne soit plus en service, elle est reconnue monument culturel religieux d'Albanie (en) le 30 mai 1970 en raison de son architecture pré-ottomane et de ses nombreuses peintures murales.
L'édifice est construit au XIIe ou au XIVe siècle en pierre et en mortier de chaux.
Chaque année le 19 août, les habitants des alentours, essentiellement  des chrétiens macédoniens mais aussi des musulmans, se rendent à l'église pour y passer la nuit, dormir et prier. Cela les guérirait des maladies.